# George Gebro
George Gebro (Monrovia, 13 de setembro de 1981) é um ex-futebolista profissional liberiano que atuava como meia.

## Carreira
George Gebro representou o elenco da Seleção Liberiana de Futebol no Campeonato Africano das Nações de 2002.